# Maximilien Juillard
Pour les articles homonymes, voir Juillard.
Maximilien Juillard, né le 13 décembre 2001, est un coureur cycliste français. Il évolue au sein de l'équipe Van Rysel-Roubaix Lille Métropole,.

## Biographie
Maximilien Juillard s'initie au cyclisme dans un club de son village, en catégorie minime (moins de 15 ans). Il rejoint le VC Villefranche Beaujolais lors de sa seconde année cadet (moins de 17 ans). 
Lors de la saison 2022, il se révèle chez les amateurs en remportant le Circuit de la Vallée du Bédat. Il se classe ensuite deuxième du Tour du Beaujolais, troisième du championnat de France sur route amateurs, quatrième du Grand Prix de Cours-la-Ville, septième du Tour du Pays Roannais ou encore huitième de la Maurienne Classic. Grâce à ses bons résultats, il est pris comme stagiaire à partir du mois d'aout au sein de l'équipe continentale Go Sport-Roubaix Lille Métropole, qui recherche des grimpeurs. Sous les couleurs de la formation nordiste, il termine notamment vingt-neuvième du Tour de l'Ain. 
Il rejoint officiellement l'équipe Go Sport-Roubaix Lille Métropole en 2023, après un stage jugé concluant. Son contrat professionnel s'étend sur une saison. Le 31 mars, il participe à une échappée sur la Route Adélie de Vitré.

## Palmarès
- 2021
  - Grand Prix de Chardonnay
- 2022
  - Circuit de la Vallée du Bédat
  - 2e du Tour du Beaujolais
  - 3e du championnat de France sur route amateurs
- 2023
  - 2e du championnat de France sur route espoirs
  - 3e du Circuit de la Vallée du Bédat

### Classements mondiaux
| Année                                 | 2022  | 2023  |
| ------------------------------------- | ----- | ----- |
| Classement mondial                    | 2511e | 1517e |
| UCI Europe Tour                       | 1535e | nc    |
|                                       |       |       |
| Légende : nc = non classéSource : UCI |       |       |